# Saint-Georges-d'Espéranche
Saint-Georges-d'Espéranche là một xã của tỉnh Isère, thuộc vùng Rhône-Alpes, đông nam nước Pháp.